# Modzele godowe

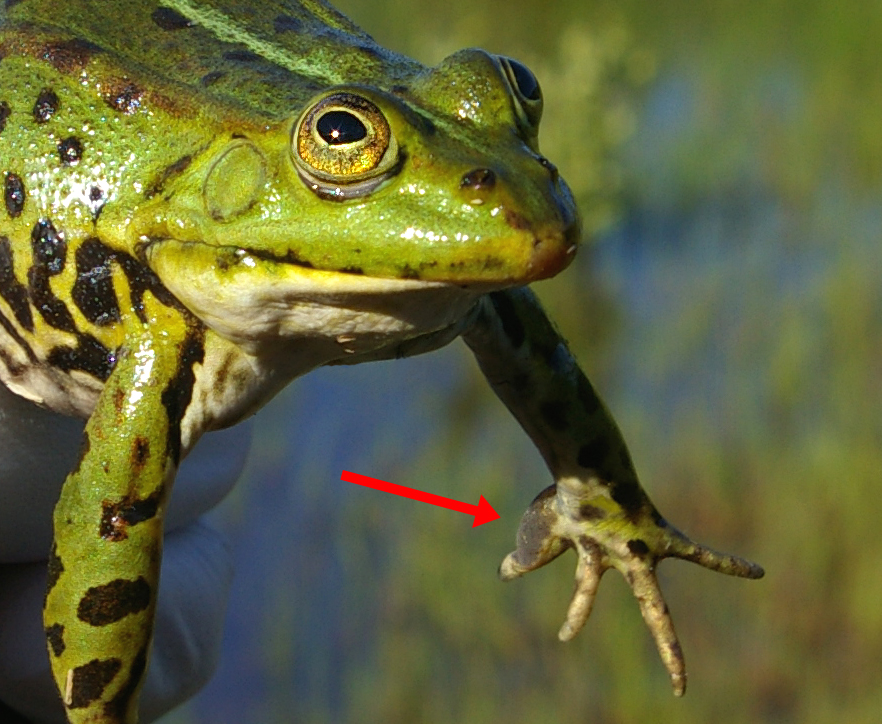
Modzel godowy (wskazany strzałką) u samca z gatunku Pelophylax esculentus.

Modzele godowe – zgrubienia na skórze (modzele) występujące na wewnętrznych częściach kończyn u samców niektórych gatunków płazów ogoniastych (m.in. u traszek z rodzaju Notophthalmus, Taricha, Pleurodeles), a także u samców większości gatunków płazów bezogonowych – głównie na palcach u dłoni, na wewnętrznej stronie ramienia lub przedramienia (np. w rodzaju Pelodytes, Bombina), rzadziej na palcach stóp. Modzele te ułatwiają samcowi przytrzymywanie samicy podczas uścisku godowego – ampleksusu. Ich wytwarzanie stymulowane jest przez hormony produkowane w jądrach. U Anura najbardziej rozwinięte są wśród gatunków rozmnażających się w środowisku wodnym, u gatunków z rozrodu naziemnym słabo rozwinięte lub całkowicie ich brak. Wśród płazów bezogonowych, modzele godowe najczęściej obserwuje się na górnej powierzchni trzech (np. rodzaj Bufo) lub dwóch (rodzaj Rana) wewnętrznych palców dłoni. 